# Cyril Collot
 (mai 2010).
Si vous disposez d'ouvrages ou d'articles de référence ou si vous connaissez des sites web de qualité traitant du thème abordé ici, merci de compléter l'article en donnant les références utiles à sa vérifiabilité et en les liant à la section « Notes et références ».
Pour les articles homonymes, voir Collot.
Cyril Collot, né le 20 octobre 1973 à Sainte-Foy-lès-Lyon, est un journaliste et auteur français.

## Journaliste
Il fait ses débuts au quotidien régional Le Progrès avant de rejoindre en 1999 la rédaction française de la chaine de télévision EuroNews. Il devient chef d’édition Sports trois ans plus tard, puis quitte la chaîne européenne en 2005. À partir d'août 2005, il intègre la rédaction d' OLTV, la chaîne de télévision officielle de l'Olympique lyonnais. En juin 2016, il devient rédacteur en chef des médias de l'Olympique Lyonnais (OLTV, OL.fr et réseaux sociaux). 
Sur OLTV, Il a animé de 2007 à 2019 l’émission Sur La Route consacrée aux anciens joueurs de l’Olympique Lyonnais. Il a assuré aussi le commentaire de nombreux matchs de l'Olympique lyonnais aux côtés des anciens joueurs,Florian Maurice et Maxence Flachez.
En avril 2019, il quitte OLTV pour collaborer avec plusieurs médias (EuroNews, Téléfoot, Sport en France) et fonde en 2021 la société de contenus digitaux Le Chat Qui Dort Production. Depuis 2021, il est le commentateur de la Ligue Sport-Boules M1, diffusée sur Sport en France et L'Équipe Live.  

## Réalisateur
Il a réalisé "Roulez Jeunesse" en 2002 avec Daniel Derenne. Ce premier documentaire de 26 minutes sur le cyclisme a été diffusé sur France 3 Sat.
Pour OLTV, il présente entre 2008 et 2019 l'émission "Sur la Route" qui retrace l'histoire des joueurs de l'Olympique Lyonnais. Il a signé également plusieurs documentaires dont Karim Benzema, tout le monde en parle (26', 2007), Juninho, la dernière saison lyonnaise (2x 52', 2009), OL-ASSE : Le derby dans la Peau (52', 2010, Orange sport). En 2015, il réalise avec David Pelletier, Dans la peau du coach, un documentaire de 52 minutes proposant un portrait de Cyrille Dolce, éducateur des U15 de l’Olympique Lyonnais (présenté au Sportel de Monaco).   
En septembre 2020, il signe avec David Pelletier et Damien Decrand, la série en 5 épisodes " Wendie tout simplement " qui suit la défenseure de l'équipe de France,  Wendie Renard, durant la saison 2020-21. La série produite par Le Chat Qui dort Production est diffusée sur la chaine Téléfoot.

## Ouvrages
Cyril Collot a co-écrit une trentaine d'ouvrages sur le sport. Il a signé deux livres de référence sur le derby Lyon-Saint-Etienne avec Sébastien Vuagnat (Histoires du derby et Derbyrama). Il collabore depuis les années 2010 avec le journaliste italien Luca Caioli. Ensemble, ils ont travaillé sur de nombreuses biographies sportives pour l'éditeur français Marabout Hachette. Ils ont co-signé en 2018 la première biographie sur Kylian Mbappé. "Mbappé, le petit prince" a été traduit dans une quinzaine de langues. En 2023, Cyril Collot et Luca Caioli ont lancé avec Hachette Jeunesse, la collection "Destins de champions" à destination des 8-10 ans.  
Liste des ouvrages
- Histoires du Derby OL-ASSE, Cyril Collot et Sébastien Vuagnat, Éditions La Taillanderie, 2004 (réédité en 2005, 2009 et 2010).
- Lyon, les années tennis, Cyril Collot et Sébastien Vuagnat, Éditions La Taillanderie, 2006.
- OL Champions 1987-2007, Cyril Collot et Sébastien Vuagnat, Éditions Lion Six, 2007.
- Coupe du monde : Gagner malgré Domenech/Perdre malgré Domenech, Cyril Collot et Luca Caioli, Éditions Solar (FR), 2010.
- Onze contro Onze, Cyril Collot et Luca Caioli, Éditions Castelvecchi (IT), 2014.
- Anthony Martial : The making of Manchester United’s new teenage superstar, Cyril Collot et Luca Caioli, Éditions Icon Books (EN), 2016.
- Antoine Griezmann : les 7 vies de Grizi, Cyril Collot et Luca Caioli, Éditions Marabout (FR) et Icon Books (EN), 2017
- Paul Pogba : à toute vitesse, Cyril Collot et Luca Caioli, Éditions Marabout (FR) et Icon Books (EN), 2017.
- Kylian Mbappé : le petit prince, Cyril Collot et Luca Caioli, Éditions Marabout (FR), Icon Books (EN), Thomas Rap (NL), Verlag die Werkstatt (DE), 2018. Traduit en 15 langues.
- Mohamed Salah : le dernier pharaon, Cyril Collot et Luca Caioli, Éditions Marabout (FR), Icon Books (EN), 2019.
- Raphaël Varane : parole à la défense, Cyril Collot et Luca Caioli, Éditions Marabout (FR), 2019.
- N'Golo Kanté : la bonne étoile, Cyril Collot et Luca Caioli, Éditions Marabout (FR) et Icon Books (EN), 2019.
- Frenkie De Jong : Frenkie, Cyril Collot et Luca Caioli, Éditions Thomas Rap (NL), 2019.
- Virgil Van Dijk : Virgil, Cyril Collot et Luca Caioli, Éditions Thomas Rap (NL), 2020.
- Megan Rapinoe : Icône, Cyril Collot et Luca Caioli, Éditions Marabout (FR),Verlag die Werkstatt (DE). 2020.
- Derbyrama "football, amours et querelles", Cyril Collot et Sébastien Vuagnat, Les Éditions du Volcan. 2021.
- Erling Haaland : tout d'un grand, Cyril Collot et Luca Caioli, Éditions Marabout (FR), 2021.
- Karim Benzema, Cyril Collot et Luca Caioli, Éditions Marabout (FR), 2022.
- Christian Eriksen et fodboldeventyr, Cyril Collot et Luca Caioli, Éditions Memoris (DK), 2022.
- Christophe Galtier : les marches du succès, Cyril Collot et Maxime Brigand, Éditions Marabout (FR), 2023.
- Eduardo Camavinga : Bleu solaire, Cyril Collot et Luca Caioli, Éditions Marabout (FR), 2023.
- Erling Haaland : Géantissime, Cyril Collot et Luca Caioli, Éditions Marabout Sport Elite (FR), 2023.
- Kylian Mbappé : Le petit prince des stades, Cyril Collot et Luca Caioli, Hachette Jeunesse (FR), 2023.
- Antoine Griezmann : Au bout des rêves, Cyril Collot et Luca Caioli, Hachette Jeunesse (FR), 2023.
- Karim Benzema : le survivant, Cyril Collot et Luca Caioli, Hachette Jeunesse (FR), 2023.
- Antoine Dupont : Au-dessus de la mêlée, Cyril Collot et Luca Caioli, Hachette Jeunesse (FR), 2023.
- Olivier Giroud : Attaquant XXL, Cyril Collot et Luca Caioli, Hachette Jeunesse (FR), 2024.
- Zinédine Zidane : L'artiste, Cyril Collot et Luca Caioli, Hachette Jeunesse (FR), 2024.
- Rafael Nadal : En terre promise, Cyril Collot et Luca Caioli, Hachette Jeunesse (FR), 2024.
- Teddy Riner : Le géant du judo,Cyril Collot et Luca Caioli, Hachette Jeunesse (FR), 2024.
- Léon Marchand : Un nageur en or, Cyril Collot et Luca Caioli, Hachette Jeunesse (FR), 2024.
- Zlatan Ibrahimovic : Ibracadabra Cyril Collot et Luca Caioli, Hachette Jeunesse (FR), 2024